# Dendrophthora bermejae
Dendrophthora bermejae är en sandelträdsväxtart som beskrevs av Kuijt, Carlo & Aukema. Dendrophthora bermejae ingår i släktet Dendrophthora och familjen sandelträdsväxter. Inga underarter finns listade i Catalogue of Life.